# Modevakschool

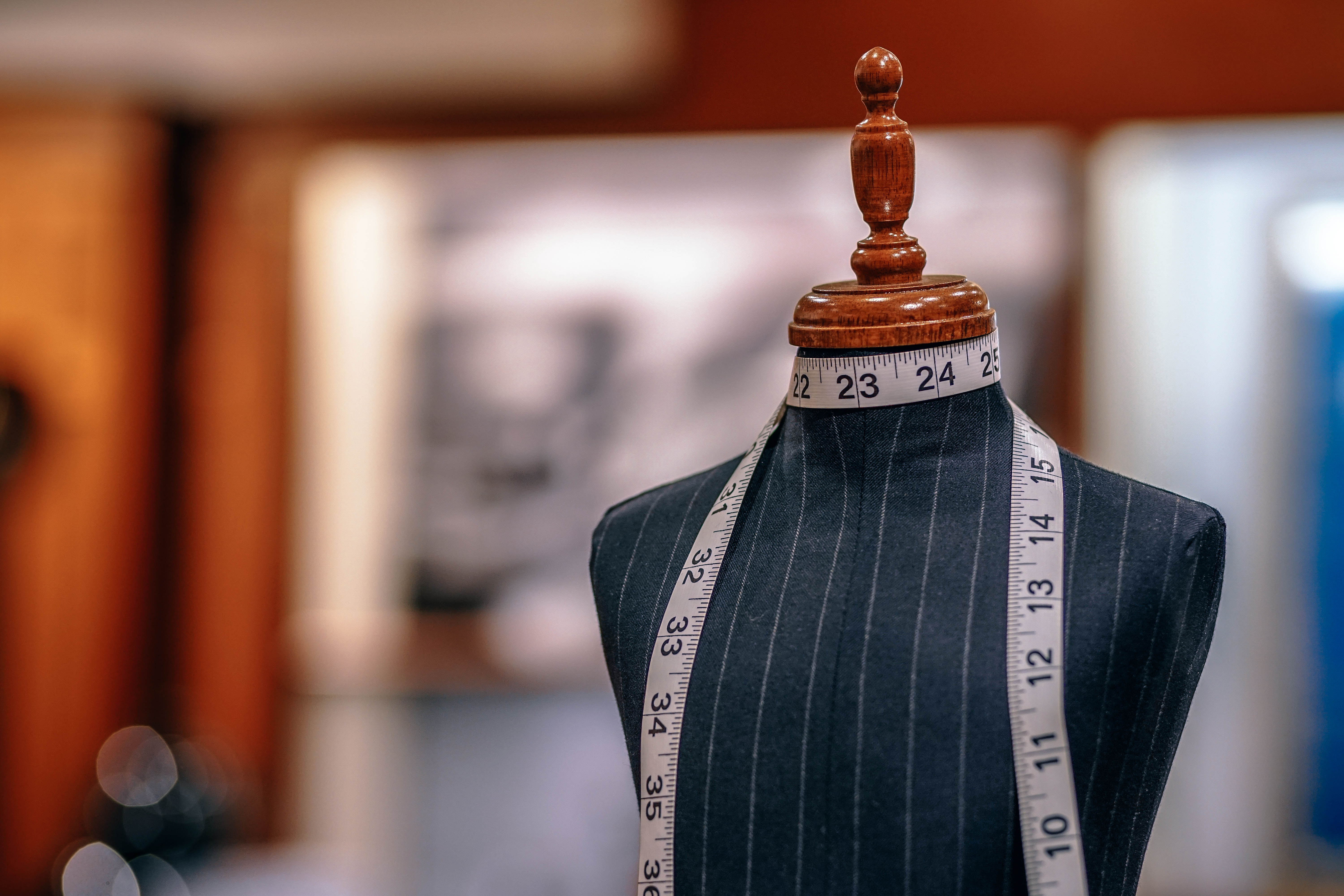
Paspop en meetlint

Een modevakschool is een opleidingsinstituut waarbinnen men op verschillende niveaus opgeleid kan worden om te gaan werken in de mode-industrie, van kleermaker, costumier tot modeontwerper of docent. In Nederland gaat het in de regel om particuliere opleidingsinstituten die zowel volledige vakopleidingen als losse cursussen voor hobbyisten aanbieden.
Ondanks de naam modevakschool is een dergelijk instituut in principe geen vorm van privaat beroepsonderwijs dat onder toezicht van de overheid staat en overheidserkende diploma's afgeeft. Wel zijn enkele (zoals De Rotterdamse Snijschool, Danckaerts, ENSAID, Instituut Cuppens-Geurts en het Belgische Atelier Lannaux) zo gerenommeerd dat een diploma van deze instituten hoge kwaliteit garandeert en toegang geeft tot de beroepspraktijk van de modebranche.
De paar honderd modevakscholen die Nederland telt zijn grotendeels verenigd in diverse organisaties van vakscholen, elk met eigen lesmethoden en diploma's. Een groot aantal modevakscholen is aangesloten bij de Nederlandse vereniging Landelijk Platform Modevakonderwijs. Dit platform geeft diploma's af die gecertificeerd zijn door de textielbrancheorganisatie Modint.

## Geschiedenis

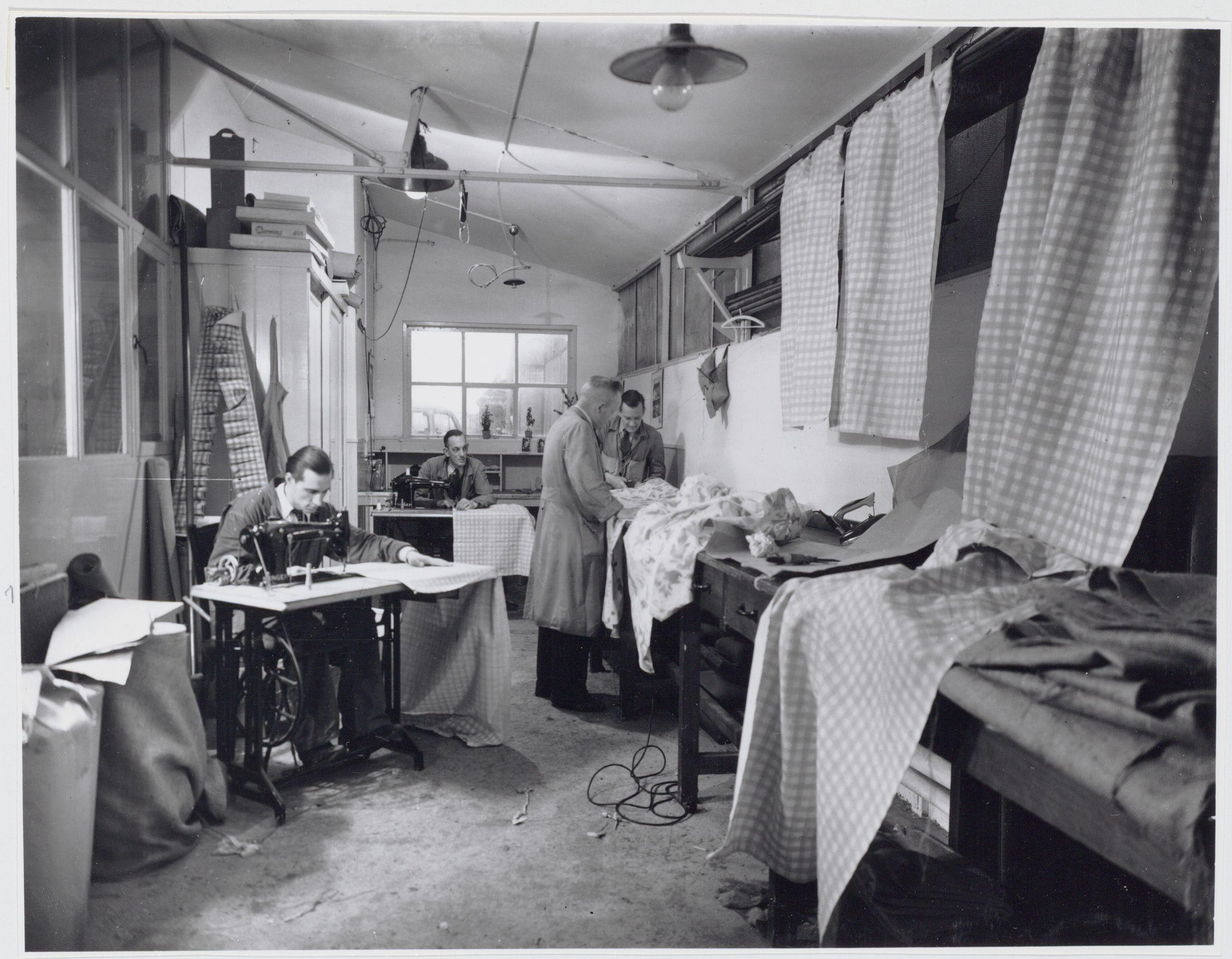
Amsterdams naaiatelier in de jaren '40

De oudste modevakscholen in Nederland dateren van rond 1900. Tot die tijd konden alleen welgestelde mensen zich regelmatig nieuwe, op maat gemaakte kledingstukken veroorloven. Toen rond 1900 dameskleding zonder binnenwerk (baleinen, korsetten en hoepels) in de mode raakte werd het makkelijker voor thuisnaaisters om modieuze kleding zelf te maken. Aan een modevakschool kon iedere huisvrouw de kneepjes van het naaivak leren. Tot aan de introductie in de jaren 80 van de 20ste eeuw van confectiekleding specifiek gemaakt in lagelonenlanden, was zelf kleding maken een goedkopere optie dan kleding kopen, zeker als men een groot gezin had. De vele plaatselijke lapjesmarkten (een markt waar alleen goedkope stoffen en fournituren worden verkocht) is een fenomeen dat bij dit verschijnsel hoorde.
Omdat er een grote vraag was naar naaiopleidingen konden modevakscholen tot grote bloei komen, met name in de periode van 1945 tot de jaren 90 van de 20ste eeuw. In de 21ste eeuw is een duidelijke afname te zien in het aantal modevakscholen in Nederland. In deze periode verschuift het doel van zelf kleding kunnen maken: zelf naaien is in de regel duurder geworden dan kleding kopen, maar wel een manier om unieke kledingstukken te maken die in geen enkele winkel te koop zijn.

## Deelopleidingen

Naaipatroon

Modevakscholen bieden verschillende deelopleidingen aan, waarbij de benaming en opeenvolging in moeilijkheidsgraad van de opleidingen verschilt per instituut. Er wordt onderscheid gemaakt tussen een opleiding dames-, heren- en kinderkleding. Omdat het grootste deel van de cursisten bestaat uit vrouwen wordt in de regel de vrouwelijke uitgang (coupeuse, costumière) gehanteerd. Men onderscheidt:
- Basisopleiding: eenvoudige naaitechnieken, basispatronen kunnen aanpassen en leren patroontekenen van eenvoudige kledingstukken
- Costumière/costumier: moeilijker naaitechnieken, patroontekenen, modelleren en textielwarenkennis
- Coupeuse/coupeur: gevorderde vaardigheden als pasvormtechniek, pasvormfouten kunnen corrigeren, (gevoerde) colberts en mantels kunnen tekenen en maken
- Couture: hoogste niveau van vaardigheden: moulage, modelleren en maken van avond- en bruidskleding en maatkleding, en een complete kledinglijn op maat voor een klant kunnen tekenen en maken
- Modevaktekenaar: leren tekenen van patronen voor ingewikkelde kledingstukken als avondkleding
- Lingerie: het ontwerpen, tekenen en maken van lingerie
- Hoedenmodist: het ontwerpen, tekenen en maken van hoeden
- Docent Coupeuse/coupeur

## Verenigingen en organisaties van modevakscholen in Nederland

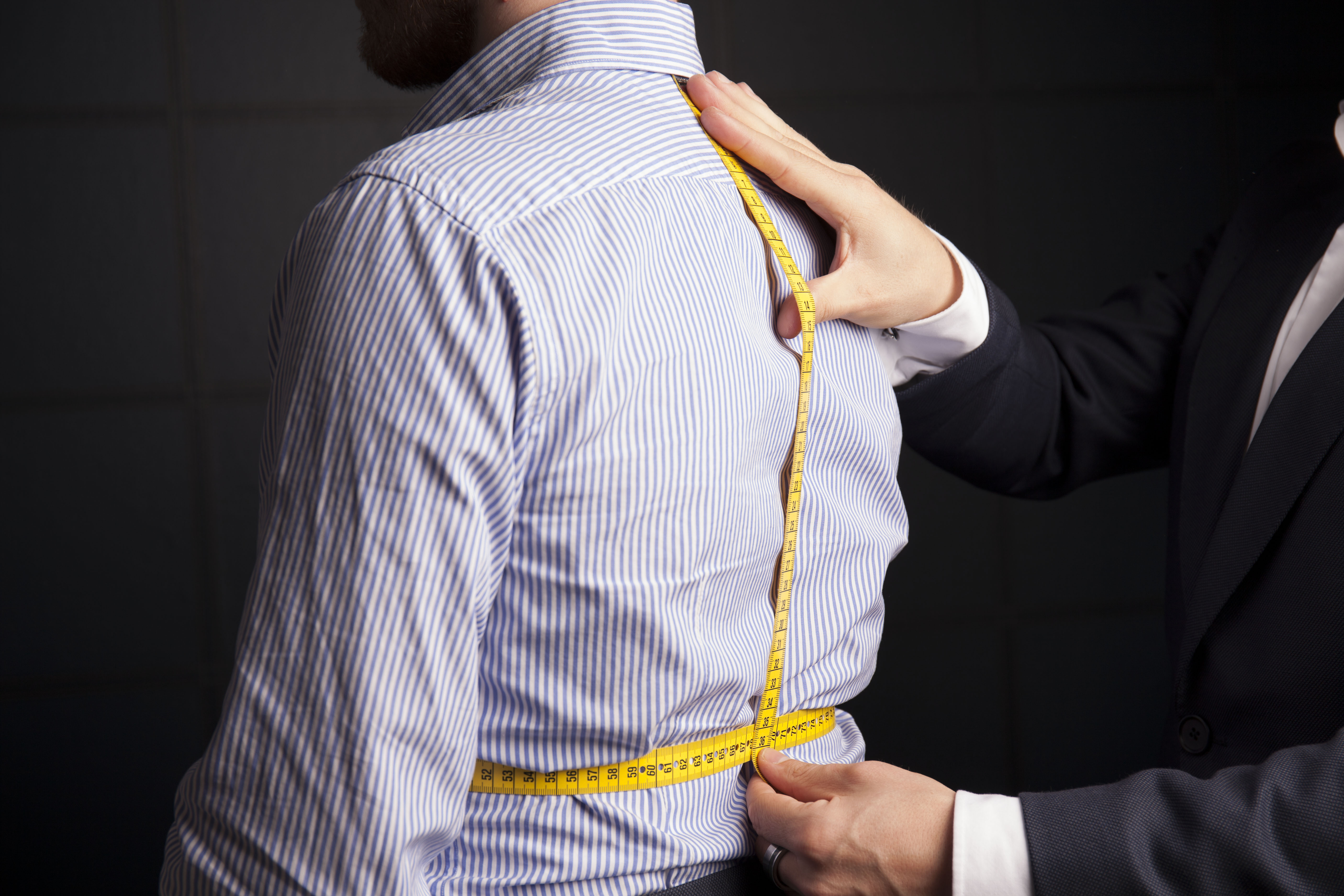
Kledingmaten opnemen

1. Kledingmaten opnemenHet Landelijk Platform Modevakonderwijs is een vereniging van modevakorganisaties en zelfstandige modevakscholen, in 2002 opgericht om tot een gelijkvormige kwalificatie te komen voor de opleidingen Costumier en Kleermaker. De aanleiding hiervoor was dat bij de diverse modevakschoolverenigingen de animo om examen te doen sterk was afgenomen, waardoor centralisering de beste oplossing was. De diploma’s die het LPM afgeeft zijn gecertificeerd door Modint.[2]
2. In 1890 startte Maria Elisabeth Danckaerts - Strijbos (1868 Haarlem - ...) een modevakschool, die onder de naam Coöperatieve Modevakschoolvereniging "Danckaerts" de oudste nog functionerende modevakschoolvereniging van Nederland is. Samen met haar man Abraham Danckaerts, die ingenieur was en zeer waarschijnlijk ook samen met haar zus Jansje Strijbos, ontwierp ze een tekensysteem voor patronen waarmee nog steeds gewerkt wordt. De aangesloten modevakscholen geven les volgens het Danckaerts patroontekensysteem, en examinering en diplomering worden door het instituut zelf verzorgd. Enkele tientallen modevakscholen zijn bij het instituut aangesloten, waarbij onderscheid wordt gemaakt tussen leraressen met het coupeusediploma en leraressen met het volledige Danckaerts-diploma.[3]
3. De ENSAID is opgericht in 1912 door Maria Hendrikse-Knapen, die een methode had bedacht waarmee naaipatronen eenvoudig aan te passen waren aan verschillende maten. Voor deze (gaatjes-)patronen ontwikkelde haar man een (Snel-)apparaat waarmee meerdere patronen gelijktijdig geperforeerd konden worden, wat leidde tot de Eerste Nederlandse Snelapparaten Industrie, de ENSAID (met toegevoegde D in de naam). Hendrikse-Knapen bouwde onder deze naam een bloeiende modevakschool op waarin in 1948 maar liefst 900 vakscholen bij aangesloten waren. Het instituut werd door vier opeenvolgende generaties geleid, die het ENSAID-leerplan verder ontwikkelden. Anno 2021 zijn er ± 300 gelicentieerde leraressen die volgens het ENSAID-patroontekensysteem lesgeven. Zij geven zowel hobbycursussen als modevakopleidingen die opleiden voor de ENSAID-modevakexamens.[4]

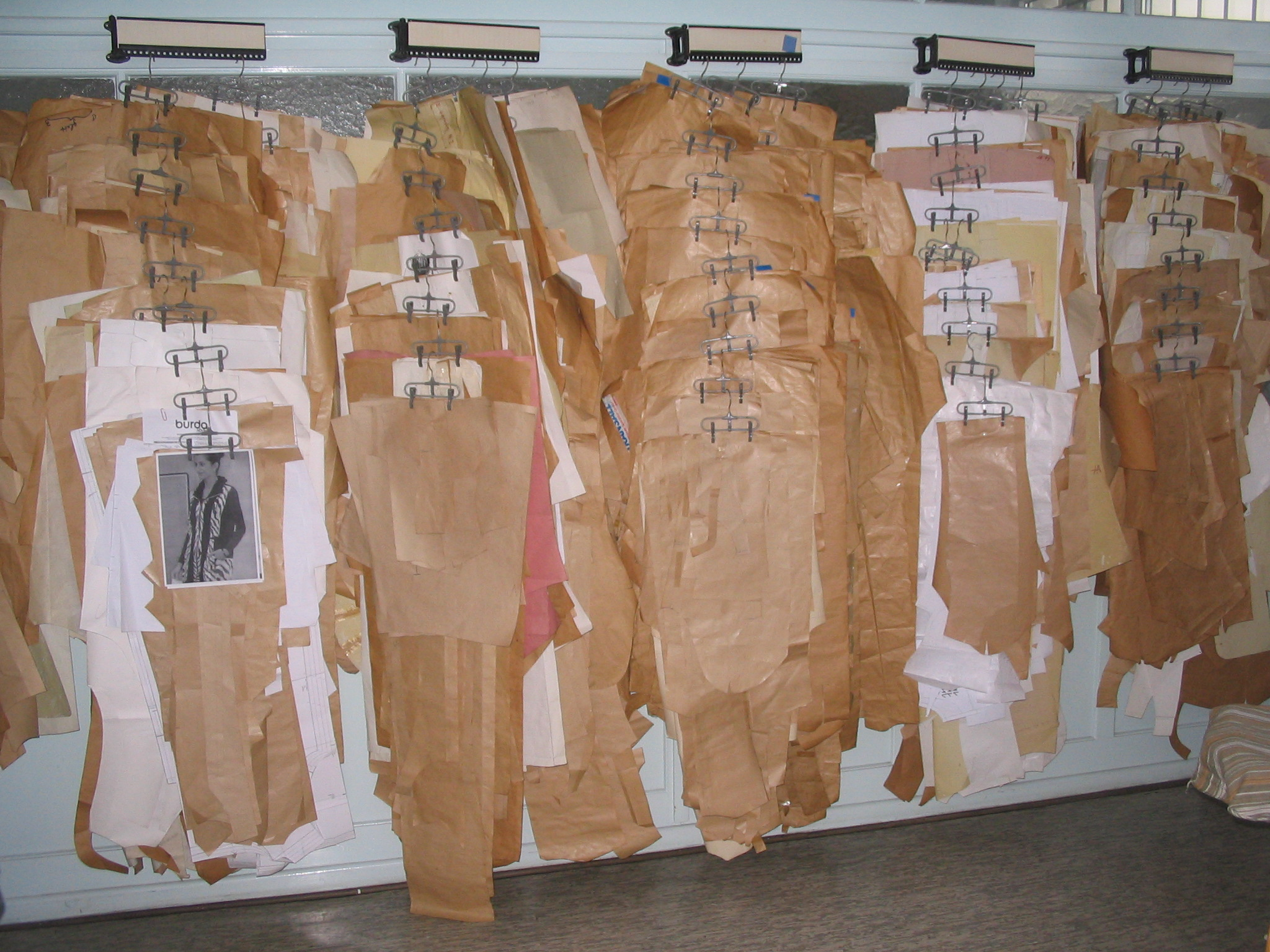
Verzameling naaipatronen in een atelier

4. Verzameling naaipatronen in een atelierHet Instituut Cuppens - Geurs werd in 1928 opgericht in Eindhoven door H. Cuppens - Geurs en heeft bestaan onder de namen Mode-Academie Brusselsch Systeem, Mode-Instituut voor Schriftelijk Onderwijs M.I.S.O. en Instituut (Prof.) H. Cuppens-Geurs.[5] Zij ontwikkelde een compleet lespakket met een leerboek en een set van zogenaamde snelpatronen voor zelfonderwijs. Het instituut heeft een eigen opleiding, lesmateriaal en examens. Enkele tientallen leraressen opgeleid aan dit instituut zijn lid van de Vereniging van Leraressen van het Instituut Cuppens-Geurs en hebben elk hun eigen modevakschool, die vooral in het zuiden van Nederland te vinden zijn.[6]
5. Modevakschool Nationaal, in 1933 opgericht als Modevakschool Haarlem, ontwikkelde een eigen systeem van patroontekenen. De modevakschool biedt via ruim 30 aangesloten vakscholen (2021) een breed scala van opleidingen aan en heeft eigen lesmateriaal ontwikkeld.
6. Modevakschoolvereniging Coupe National (CN) is in 1986 opgericht met als doel het modevak in brede zin op een hoger niveau te brengen. De CN ontwikkelde een eigen coupesysteem gebaseerd op het Müller en Sohnsysteem. Men stelde exameneisen op en examineerde onder supervisie van de Bond van Kleermakers. Op het hoogtepunt in de jaren 90 deden ± 90 kandidaten per jaar examen. In 2002 sloot de CN zich aan bij het LPM.[7]
7. HCH Modevakopleidingen is een modevakschool en een opleidingsinstituut met ± 20 aangesloten modevakscholen (2021) door heel Nederland .
8. Stichting De Verenigde Modevakscholen in Nederland verenigt 18 modevakscholen (2021) die diverse opleidingen aanbieden, afgesloten met examens van het LPM en diploma's gecertificeerd door Modint.
9. Stichting Modevakschool Crea 2000 is een overkoepelende organisatie bestaande uit gecertificeerde zelfstandige modevakschoolhouders die zowel vakopleidingen als hobbycursussen aanbieden. Crea 2000 heeft eigen opleidingsrichtlijnen en examens.
10. Mode op Maat is een landelijk opererende organisatie met 16 aangesloten modevakscholen (2021) die eigen lesmateriaal uitgeeft, en eigen examens afneemt en diploma's verstrekt.
11. Stichting Particulier Modevak Onderwijs Nederland (PMON) is opgericht in 1973. De stichting bestaat uit een groep van 11 modevakscholen (2021) verspreid door heel Nederland en participeert in het LPM.

## Overige modeopleidingen

### De Rotterdamse Snijschool
De Rotterdamse Snijschool is een particuliere opleiding voor het beroep coupeuse/coupeur, bestaat sinds 1926 en biedt een all round naai-opleiding aan. De school geeft een eigen diploma uit na het volgen van zowel een theoretische als praktische scholing. Bekende couturiers die deze opleiding gevolgd hebben zijn de Haagse couturier Frans Hoogendoorn, de Rotterdamse ontwerper van bruidskleding Victor van Westering en Puck Kroon van het label Puck & Hans (voordat zij verder studeerde aan de Academie voor Beeldende Kunsten Rotterdam).

### Stichting Meesteropleiding Coupeur Amsterdam

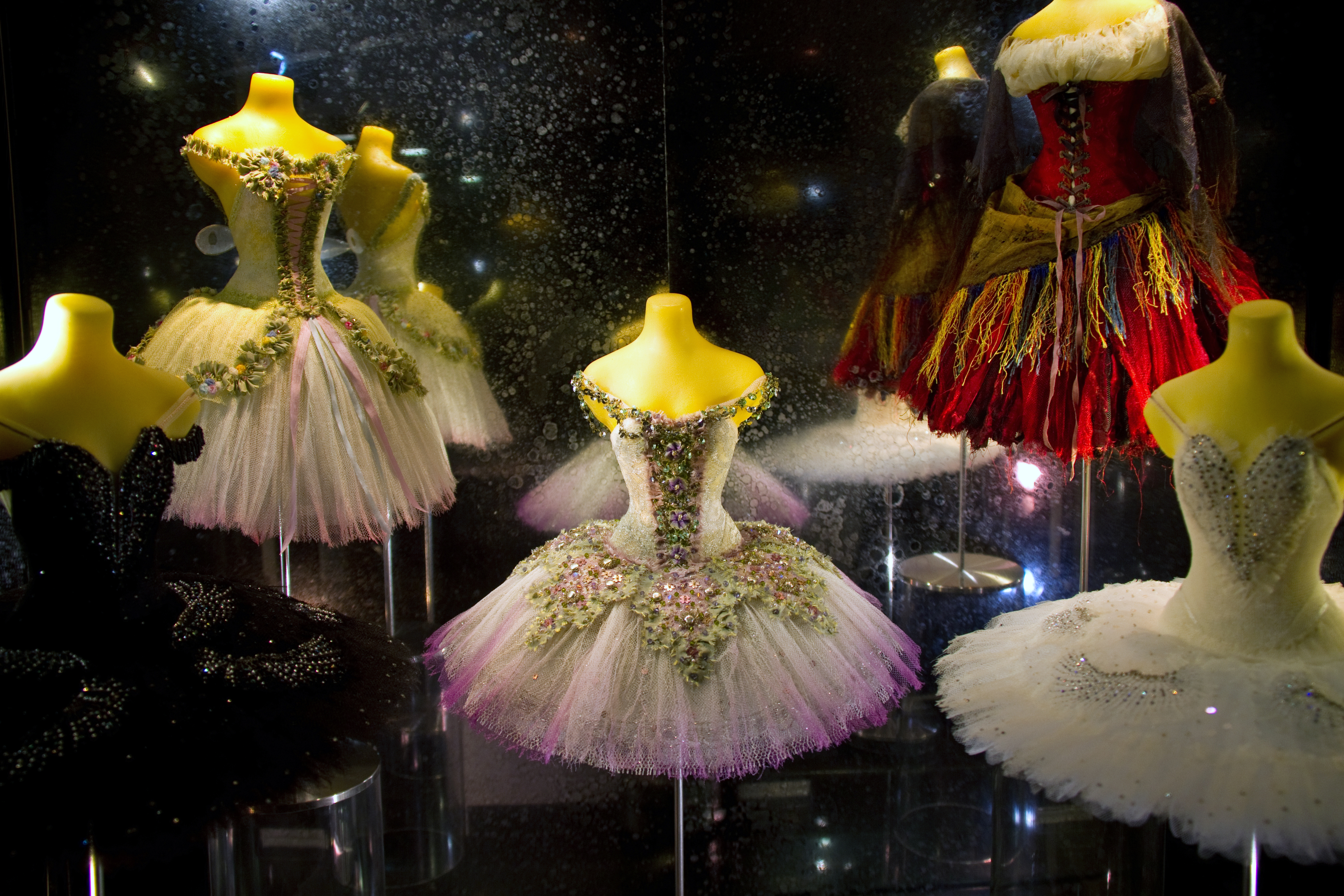
Kostuumatelier van de The Royal Opera House, Londen

De Meesteropleiding Coupeur Amsterdam is de enige opleiding in Nederland die opleidt tot het hoogste niveau van meestercoupeur. De opleiding is te volgen als driejarige voltijdsopleiding in samenwerking met de instelling voor particulier onderwijs HBO Drechtsteden (aangesloten bij de NRTO) met een Basisopleiding coupeur als vereiste. Ook kan men de opleiding in een deeltijdtraject volgen (zonder toelatingseisen), bestaande uit de Basiscursus - Gezel A - Gezel B in deeltijd, en Gezel C en Eerste Meesterproef als voltijdscursus. De afgestudeerden gaan in de regel werken bij de ateliers van theatergezelschappen of couturiers. De opleiding is opgezet om het uitstervende ambacht van meestercoupeur nieuw leven in te blazen. Belangrijkste reden hiervoor was de vraag uit de praktijk naar kwalitatief zeer goede coupeurs door o.a. DNO, ITA, Stage Entertainment, Het Internationaal Danstheater en meerdere modebedrijven en couturiers als Frans Molenaar, Mart Visser, Jan Taminiau en Iris van Herpen.
Naast een beroepsopleiding biedt de Meesteropleiding ook kortlopende cursussen en masterclasses voor hobbyisten (beginners en gevorderden) aan.

### Atelier Lannaux Brussel
Atelier Lannaux is een privé-modeontwerpschool, opgericht in 1992. Het instituut is uitgegroeid tot een vaste waarde onder de Belgische modescholen, en leidt modeontwerpers op gespecialiseerd in zowel prêt-à-porter als haute couture.

### Reguliere opleidingen

#### Hoger onderwijs
In Nederland kan men op HBO-niveau opgeleid worden tot modeontwerper aan de Amsterdam Fashion Academy, het Amsterdam Fashion Institute (AMFI), de Arnhemse kunstacademie ArtEZ, de Rotterdamse Willem de Kooning Academie en aan de hogescholen HKU (Utrecht) en SAXION (Enschede; studie Mode en Textieltechnologie).
In België kan men zich scholen tot modeontwerper aan de beroemde Antwerpse Modeacademie, de KASK (Koninklijke Academie voor Schone Kunsten) te Gent, de Stedelijke Academie voor Schone Kunsten in Sint-Niklaas en La Cambre te Brussel

#### Praktijkonderwijs

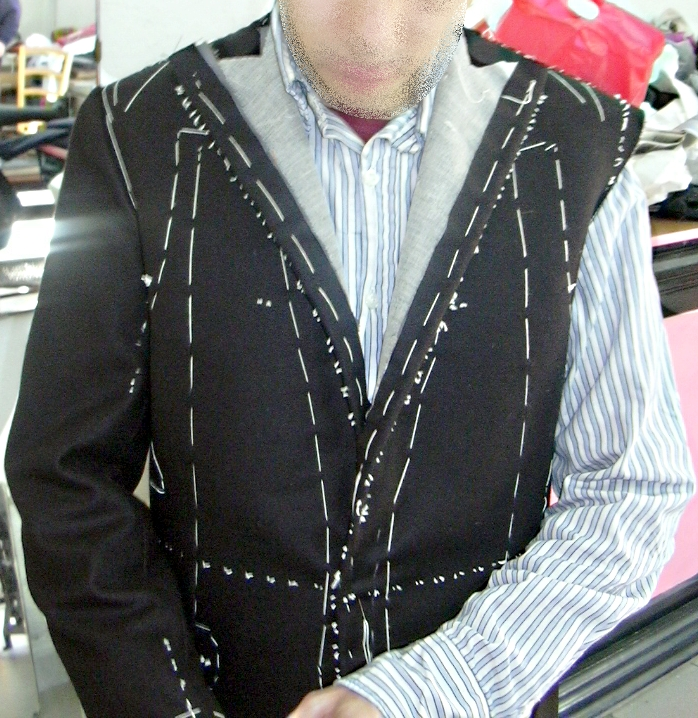
Eerste passing van een maatpak

Het is ook mogelijk om een beroepsopleiding te volgen in het praktijkonderwijs zoals in Nederland een BOL-traject via een ROC (MBO-studierichtingen: Basismedewerker Fashion (niveau 2) / Allround medewerker Fashion (niveau 3) / Specialist Fashion (niveau 4)).
In België kent men verschillende TSO- en (Deeltijd) BSO-opleidingen zoals Creatie en Mode, Modespecialisatie en trendstudie en Creatie en patroonontwerpen. Ook kan men aan het praktijkgerichte opleidingsinstituut SYNTRA de opleidingen Dameskleermaker, Herenkleermaker, Lingerie- en korsettenmaker, Modeontwerper, Schoendesign en Vervaardiger van kinderkleding volgen.

### Zelfstudie
Laudius Thuisstudies, NHA-Nederland en NHA-België bieden korte naaiopleidingen aan voor zelfstudie. In België biedt ook de Modeschool (onderdeel van het Centrum voor Avondonderwijs) kort beroepsonderwijs middels avondcursussen en thuisstudie aan, waarbij het ook mogelijk is losse cursussen als hobbyist te volgen.

### Modevakscholen en -organisaties in Nederland
- De Rotterdamse Snijschool
- Meesteropleiding Coupeur
- Landelijk Platform Modevakonderwijs
- Danckaerts Modevakscholen
- ENSAID
- Instituut Cuppens - Geurs
- Modevakschool Nationaal
- Coupe National
- HCH Modevakopleidingen
- Stichting De Verenigde Modevakscholen in Nederland
- Stichting Modevakschool Crea 2000
- Mode op Maat
- PMON

### Hoger onderwijs

#### Nederland
- Fashion Design ArtEZ
- Amsterdam Fashion Academy
- AMFI
- Willem de Kooning Academie
- HKU
- SAXION

#### België
- Antwerpse Modeacademie
- KASK Gent
- D'Academie van Sint Niklaas
- La Cambre
- Atelier Lannaux

### Frankrijk
- École supérieure des arts et techniques de la mode

### Instituten voor zelfstudie en praktijkonderwijs
- Laudius Thuisstudies
- NHA Nederland
- NHA België
- Modeschool België
- SYNTRA (België)

### Brancheverenigingen

#### Nederland
- Modint
- Branchevereniging Modeambachten

#### België
- Belgische modefederatie Crea Moda